# فقر الدم المنجلي، مرض جزيئي
"فقر الدم المنجلي، مرض جزيئي" (بالإنجليزية: Sickle Cell Anemia, a Molecular Disease)‏ هو بحث علمي صدر عام (1949) من تأليف لينوس بولينج وهارفي أ. إيتانو وسيمور جيه. سينجر وإيبرت سي. ويلز، وقد أثبتت هذه المقالة أن فقر الدم المنجلي هو مرض وراثي يكون فيه الأفراد المصابون بشكل مختلف من الهيموجلوبين البروتيني المعدني في دمائهم. تشير الورقة، التي نُشرت في تاريخ 25 نوفمبر 1949 من مجلة ساينس، إلى وجود اختلاف في التنقل الكهربائي بين الهيموجلوبين لدى الأفراد الأصحاء وأولئك الذين يعانون من فقر الدم المنجلي، مع أولئك الذين لديهم سمة الخلية المنجلية لديهم مزيج من النوعين. تشير الورقة إلى أن الاختلاف في الحركة الكهربائية ربما يرجع إلى وجود عدد مختلف من بقايا الأحماض الأمينية القابلة للتأين في الجزء البروتيني من الهيموجلوبين (وهو ما أكده فيرنون إنجرام عام 1956)، وأن هذا التغيير في التركيب الجزيئي هو المسؤول عن العملية المنجلية. ويذكر أيضًا الأساس الجيني للمرض، بما يتوافق مع دراسة الأنساب المتزامنة التي أجراها جيمس ف. نيل: أولئك الذين يعانون من فقر الدم المنجلي هم متماثلون في جين المرض، في حين أن الأفراد المتجانسين يظهرون عادة حالة دون أعراض لسمة الخلايا المنجلية.
قدمت هذه الورقة مفهوم "المرض الجزيئي"، ويعتبر حافزًا كبيرًا لتطوير الطب الجزيئي. ساعدت هذه الورقة البحثية في إثبات أن الجينات لا تتحكم فقط في وجود الإنزيمات أو غيابها (كما أظهر علم الوراثة في أوائل الأربعينيات)، بل أيضًا في البنية المحددة لجزيئات البروتين. وكان أيضًا انتصار مهم لجهود بولينج وآخرين لتطبيق أدوات وأساليب العلوم الفيزيائية على علم الأحياء، وقد استخدمه بولينج في الترويج لمثل هذه الأبحاث وجذب التمويل.

## عمل معهد كاليفورنيا للتكنولوجيا
كان لينوس بولينج كيميائي فيزيائي بارز في معهد كاليفورنيا للتكنولوجيا (نقطة محورية رئيسية في جهود وارن ويفر لتعزيز ما أسماه "البيولوجيا الجزيئية" من خلال منح مؤسسة روكفلر). في منتصف ثلاثينيات القرن العشرين، حوّل بولينج انتباهه إلى الطبيعة الفيزيائية والكيميائية للهيموجلوبين. في عام 1946، كلّف طالب الدراسات العليا هارفي إيتانو (الذي تم تدريبه سابقًا كطبيب) بمهمة العثورعلى الاختلافات في الهيموجلوبين التي قد تفسر مرض فقر الدم المنجلي. بعد فشله في العثورعلى أي اختلافات في الحجم أو الوزن أو معايرة الحمض مع القاعدة (على الرغم من الأدوات المتقدمة والمتوفرة في معهد كاليفورنيا للتكنولوجيا)، وجد إيتانو أن الأكسجين يمكن أن يمنع العملية المنجلية بينما يمكن لعوامل الاختزال المختلفة تسريعها؛ كان هذا أساس أول منشور لبولينج وإيتانو حول المرض. كما وجد إيتانو أن جزء الجلوبين من هيموجلوبين الخلية المنجلية كان به اختلاف يمكن اكتشافه في الشحنة الكهربائية.
لقياس هذا الاختلاف الكهربائي بدقة، قام بولينج بتعيين طالب الدراسات العليا جون سينجر للعمل مع إيتانو وباحث طبي آخر، إيبرت سي ويلز، قبل أن يغادر بولينج في أوائل عام 1948 ليعمل كمحاضر ضيف في إنجلترا. باستخدام "جهاز تيسيليوس" لأداء الرحلان الكهربائي للحدود الحرة، تمكن باحثو بولينج الثلاثة من تقدير أن جزيئات هيموجلوبين الخلية المنجلية تحتوي على ثلاث شحنات موجبة أكثر من الهيموجلوبين الطبيعي. كما قدروا أيضًا أن الدم المأخوذ من المصابين بسمة الخلايا المنجلية كان عبارة عن خليط من 60% من الهيموجلوبين الطبيعي و40% من هيموجلوبين الخلايا المنجلية. وقرب نهاية المشروع، علموا بنتائج موازية من قبل عالم الوراثة جيمس في. نيل، الذي أظهر نمط وراثة المرض بالطرق الوراثية التقليدية؛ نُشرت أعمال نيل وعمل مجموعة بولينج في نفس القضية من مجلة ساينس(بالإنجليزية: Science).

## متابعة العمل
بعد بحث عام 1949، غادر إيتانو مختبر بولينج للعمل مع نيل. في السنوات التالية، استخدم إيتانو ونيل الرحلان الكهربائي لتحديد عدد من متغيرات الهيموجلوبين البشرية الأخرى، بما في ذلك بعض الأنواع المرتبطة بأمراض أخرى. في معهد كاليفورنيا للتكنولوجيا، أظهرت مقارنة محتوى الأحماض الأمينية في هيموجلوبين الخلايا الطبيعية والمنجلية أن هناك اختلافات عديدة في التركيب الكيميائي، لكنها لم تفسر الفرق في الشحنة الكهربائية الذي جعل الفصل الكهربائي ممكنًا. تم تحديد سبب هذا الاختلاف في عامي 1956 و1957، عندما استخدم فيرنون إنجرام بصمة البروتين (مزيج من الرحلان الكهربائي والكروماتوغرافيا) لإظهار أن الفرق الرئيسي بين الهيموجلوبين الطبيعي وهيموجلوبين الخلية المنجلية كان اختلافًا واحدًا في سلسلة واحدة من البروتين: بقايا حمض الجلوتاميك على الهيموجلوبين الطبيعي بدلاً من بقايا حمض الفالين على هيموجلوبين الخلية المنجلية.
في ستينيات القرن العشرين، وفي ذلك الوقت تبين أن سمة الخلية المنجلية تمنح مقاومة للملاريا وبالتالي كان للجين تأثيرات إيجابية وسلبية وأظهرت ميزة الزيجوت المتغاير، اقترح بولينج أن الأمراض الجزيئية كانت في الواقع أساس التغيير التطوري. كما دعا إلى سياسات تحسين النسل، مثل وضع علامة على جميع الذين يحملون سمة الخلية المنجلية وغيرها من جينات الأمراض الجزيئية، لتقليل عدد الأطفال الذين يولدون بأمراض وراثية.